# OpenELEC
OpenELEC (Open Embedded Linux Entertainment Center) — дистрибутив операционной системы GNU/Linux для организации домашнего кинотеатра на базе PC, основанный на медиаплеере Kodi (ранее известном как XBMC).
OpenELEC применяет принцип JeOS (англ. just enough operating system), предоставляя приспособленную для выполнения одной задачи ОС, с быстрой загрузкой с флэш-памяти и относительно небольшим потреблением ресурсов. Так же доступны установочные образы для Raspberry Pi и основанных на Freescale i.MX6 устройств.

## Изменения в версии 8.0.4
- Добавлена поддержка новых платформ Raspberry Pi Zero W, WeTek Hub и WeTek Play 2;
- Медиацентр Kodi обновлён до выпуска 17.3 (Krypton);
- Обновлены версии системных компонентов: linux-4.9.30, mesa-17.0.7, alsa-lib-1.1.4.1, alsa-utils-1.1.4, kodi-17,3, mariadb-10.1.23, samba-4.6.4;
- БД MySQL заменена на MariaDB-10.1;
- Прекращена поддержка файловых систем HFS и HFS+;
- Прекращена поддержка iSCSI;
- Прекращена поддержка NFS, NBD, iSCSI Network boot;
- Прекращена поддержка LIRC;
- Удалены драйверы для пультов Apple TV 1 IR;
- Отдельные X11-драйверы AMDGPU, ATI (Radeon) и Intel заменены на универсальный драйвер Modesettings, работающий с любыми драйверами KMS;
- Обновлены драйверы для беспроводных карт и наборы прошивок.